# Lista de soberanos da Croácia
Esta é a lista de governantes e monarcas durante a História da Croácia.

## Duques da Panônia
- Voinomiro
- Luís da Posávia
- Ratimiro
- Braslava

## Duques da Dalmácia
- Borna
- Radoslava
- Cuber
- Porga
- Budimiro
- Viseslava
- Borna
- Vladislava
- Mislava
- Trepimir I (Fundador da dinastia de Trepimiro)
- Zdislava
- Domagoje
- Iljko
- Zdislava (restaurado)
- Branimiro[1][2]
- Muncimiro
- Tomislava I

## Reis da Croácia

### Dinastia de Trepemiro
- Tomislau I (925 - 928)
- Trepimiro II (928 - 935)
- Cresimiro I (935 - 945)
- Miroslau (945 - 949)
- Miguel Cresimiro II e Helena I (esposa, co-governante) (949 - 969)
- Estêvão Dirzislau (969 - 997) e Helena I (mãe, regente) (969 - 976)
- Esvetoslau Suronja (997 - 1000)
- Cresimiro III (1000 - 1030) e Goislau (co-governante) (1000 - 1020)
- Estêvão I (1030 - 1058)
- Pedro Cresimiro IV (1058 - 1074)
- Demétrio Zuonimiro (1074 - 1089)
- Estêvão II (1089 - 1091)

### Casa de Arpades
- Almo da Croácia 1091 - 1093

### Dinastia Svacic
- Pedro Svacic 1093 - 1097

### Casa de Arpades
| #  | Nome         |  | Início do governo       | Fim do governo          | Cognome(s) | Notas                                    |
| -- | ------------ |  | ----------------------- | ----------------------- | ---------- | ---------------------------------------- |
| 12 | Colomano I   |  | 29 de Julho de 1095     | 3 de Fevereiro de 1116  |            | também da Croácia, Eslavônia e Dalmácia. |
| 13 | Estêvão III  |  | 3 de Fevereiro de 1116  | 3 de Abril de 1131      |            |                                          |
| 14 | Bela I       |  | 3 de Abril de 1131      | 13 de Fevereiro de 1141 | O Cego     |                                          |
| 15 | Géza I       |  | 13 de Fevereiro de 1141 | 31 de Maio de 1162      |            |                                          |
| 16 | Estêvão IV   |  | 31 de Maio de 1162      | 4 de Março de 1172      |            |                                          |
| 17 | Ladislau I   |  | 31 de Maio de 1162      | 14 de Janeiro de 1163   |            | Anti-rei da Hungria. Irmão de Géza II    |
| 18 | Estêvão V    |  | 14 de Janeiro de 1163   | Junho de 1163           |            | Anti-rei da Hungria. Irmão de Géza II    |
| 19 | Bela II      |  | 4 de Março de 1172      | 13 de Abril de 1196     |            |                                          |
| 20 | Emérico I    |  | 13 de Abril de 1196     | 30 de Novembro de 1204  |            |                                          |
| 21 | Ladislau II  |  | 30 de Novembro de 1204  | 7 de Maio de 1205       |            |                                          |
| 22 | André I      |  | 7 de Maio de 1205       | 21 de Setembro de 1235  |            |                                          |
| 23 | Bela III     |  | 14 de Outubro de 1235   | 3 de Maio de 1270       |            |                                          |
| 24 | Estêvão VI   |  | 3 de Maio de 1270       | 6 de Agosto de 1272     |            |                                          |
| 25 | Ladislau III |  | 6 de Agosto de 1272     | 10 de Julho de 1290     | O Cumano   |                                          |
| 26 | André II     |  | 4 de Agosto de 1290     | 14 de Janeiro de 1301   |            | último da dinastia dos Árpád             |

### Casa de Anjou
| #  | Nome      |  | Início do governo      | Fim do governo          | Cognome(s) | Notas                                                |
| -- | --------- |  | ---------------------- | ----------------------- | ---------- | ---------------------------------------------------- |
| 29 | Carlos I  |  | 14 de Janeiro de 1301  | 16 de Julho de 1342     |            | Fundador da dinastia angevina da Hungria             |
| 30 | Luís I    |  | 16 de Julho de 1342    | 11 de Setembro de 1382  | O Grande   | Também rei da Polônia                                |
| 31 | Maria I   |  | 11 de Setembro de 1382 | 17 de Maio de 1395      |            | Esposa de Sigismundo I                               |
| 32 | Carlos II |  | 31 de Dezembro de 1385 | 24 de Fevereiro de 1437 | O Pequeno  | Também Carlos III de Nápoles. Em oposição a Maria I. |

### Casa de Luxemburgo
| #  | Nome         |  | Início do governo   | Fim do governo        | Cognome(s) | Notas                                         |
| -- | ------------ |  | ------------------- | --------------------- | ---------- | --------------------------------------------- |
| 33 | Sigismundo I |  | 31 de Março de 1387 | 9 de Dezembro de 1437 |            | também Sacro Imperador Romano e rei da Boêmia |

### Casa de Habsburgo
| #  | Nome        |  | Início do governo    | Fim do governo         | Cognome(s) | Notas                                    |
| -- | ----------- |  | -------------------- | ---------------------- | ---------- | ---------------------------------------- |
| 34 | Alberto I   |  | 1 de Janeiro de 1438 | 27 de Outubro de 1439  |            | também rei alemão e Alberto V da Áustria |
| 35 | Ladislau IV |  | 15 de Maio de 1440   | 23 de Novembro de 1457 | O Póstumo  | também rei da Boémia                     |

### Dinastia Jaguelônica
| #  | Nome        |  | Início do governo  | Fim do governo         | Cognome(s) | Notas                                             |
| -- | ----------- |  | ------------------ | ---------------------- | ---------- | ------------------------------------------------- |
| 35 | Vladislau I |  | 15 de Maio de 1440 | 10 de Novembro de 1444 |            | também rei da Polónia. Em oposição a Ladislau IV. |

### Casa de Hunyadi
| #  | Nome     |  | Início do governo     | Fim do governo     | Cognome(s) | Notas                |
| -- | -------- |  | --------------------- | ------------------ | ---------- | -------------------- |
| 37 | Matias I |  | 24 de Janeiro de 1458 | 6 de Abril de 1490 |            | também rei da Boémia |

### Dinastia Jaguelônica
| #  | Nome         |  | Início do governo   | Fim do governo       | Cognome(s) | Notas                                            |
| -- | ------------ |  | ------------------- | -------------------- | ---------- | ------------------------------------------------ |
| 38 | Vladislau II |  | 15 de Julho de 1490 | 13 de Maio de 1516   |            | também rei da Boêmia                             |
| 39 | Luís II      |  | 13 de Maio de 1516  | 29 de Agosto de 1526 |            | também rei da Boêmia, morto na batalha de Mohács |

### Casa de Habsburgo
| #  | Nome       |  | Início do reinado      | Fim do reinado      | Cognome(s) | Notas |
| -- | ---------- |  | ---------------------- | ------------------- | ---------- | ----- |
| 40 | Fernando I |  | 16 de Dezembro de 1526 | 25 de Julho de 1564 |            |       |

### Casa de Zápolya
| #  | Nome    |  | Início do governo      | Fim do governo       | Cognome(s) | Notas                           |
| -- | ------- |  | ---------------------- | -------------------- | ---------- | ------------------------------- |
| 41 | João I  |  | 10 de Novembro de 1526 | 22 de Julho de 1540  |            |                                 |
| 42 | João II |  | 22 de Julho de 1540    | 16 de Agosto de 1570 |            | também príncipe da Transilvânia |

(divisão da Hungria em três partes: o noroeste habsburgo, o centro otomano e o satélite otomano da Transilvânia)

### Casa de Habsburgo
| #  | Nome           |  | Início do reinado       | Fim do reinado          | Cognome(s)           | Notas |
| -- | -------------- |  | ----------------------- | ----------------------- | -------------------- | --- |
| 43 | Maximiliano I  |  | 25 de Julho de 1564     | 12 de Outubro de 1576   | O Culto, O Tolerante | |
| 44 | Rodolfo I      |  | 12 de Outubro de 1576   | 20 de Janeiro de 1612   |                      | |
| 45 | Matias II      |  | 1612                    | 20 de Março de 1619     |                      | Irmão de Rodolfo II |
| 46 | Fernando II    |  | 1619                    | 15 de Fevereiro de 1637 |                      | Eleito, neto de Fernando I. |
| 47 | Fernando III   |  | 15 de Fevereiro de 1637 | 2 de Abril de 1657      |                      | |
| 48 | Fernando IV    |  | 16 de Junho de 1647     | 9 de Julho de 1654      |                      | |
| 49 | Leopoldo I     |  | 26 de Julho de 1655     | 5 de Maio de 1705       |                      | |
| 50 | José I         |  | 23 de Janeiro de 1690   | 17 de Abril de 1711     |                      | Coimperador com seu pai, Leopoldo I. |
| 51 | Carlos III     |  | 1711                    | 20 de Outubro de 1740   |                      | Filho de Leopoldo I, pretendente ao trono Espanhol como Carlos III. Veja Guerra da Sucessão Espanhola. E não deixou herdeiros homens, veja também Guerra da Sucessão da Áustria. |
| 52 | Maria Teresa I |  | 20 de Outubro de 1740   | 29 de Novembro de 1780  |                      | também Arquiduquesa da Áustria |

### Casa de Habsburgo-Lorena
| #  | Nome             |  | Início do reinado       | Fim do reinado          | Cognome(s) | Notas                                                                                   |
| -- | ---------------- |  | ----------------------- | ----------------------- | ---------- | --------------------------------------------------------------------------------------- |
| 53 | José II          |  | 29 de Novembro 1780     | 20 de Fevereiro de 1790 |            | Exerce a Co-Regência com sua Mãe, Maria Teresa I, após a morte de seu pai, Francisco I. |
| 54 | Leopoldo II      |  | 20 de Fevereiro de 1790 | 1º de Março de 1792     |            | Irmão de José II.                                                                       |
| 55 | Francisco I      |  | 1º de Março de 1792     | 2 de Março de 1835      |            | Último Imperador do Sacro Império Romano-Germânico                                      |
| 56 | Fernando V       |  | 2 de Março de 1835      | 2 de Dezembro de 1848   |            | Abdicou em favor de seu sobrinho Francisco José I                                       |
| 57 | Francisco José I |  | 2 de Dezembro de 1848   | 21 de Novembro de 1916  |            | Subrinho de Fernando I                                                                  |
| 58 | Carlos IV        |  | 21 de Novembro de 1916  | 16 de Novembro de 1918  |            | Bisneto de Francisco Carlos da Áustria, pai de Francisco José                           |

### Estado Independente da Croácia
| #  | Nome        |  | Início do reinado       | Fim do reinado        | Cognome(s) | Notas                                                   |
| -- | ----------- |  | ----------------------- | --------------------- | ---------- | ------------------------------------------------------- |
| 59 | Tomislau II |  | 18 de Fevereiro de 1941 | 12 de Outubro de 1943 |            | Seu verdadeiro nome era Príncipe Aimone de Sabóia-Aosta |